# Вячеслав Малафеев
Вячислав Александрович Малафеев е бивш руски футболист, вратар. Той е единственият страж, играл 17 поредни сезона за един клуб в шампионата на Русия. През цялата си кариера пази само за един клуб – Зенит. С 328 изиграни двубоя държи клубния рекорд за най-много мачове в Премиер лигата на Русия, а с 442 във всички турнири е вторият в класацията за най-много мачове за питерци.

## Клубна кариера
Малафеев започва кариерата си като полеви играч. Първият му треньор е Владимир Савин. По-късно се преквалифицира във вратар. От 1997 г. пази за втория тим на Зенит. През 1999 г. е взет в първия състав от треньора Анатолий Давидов. Дебютира на 7 юли 1999 г. в мач срещу Алания (Владикавказ), като заменя изтърпяващия наказание титуляр Роман Березовски. Малафеев записва 8 двубоя през сезона и допуска 10 попадения. През сезон 2000 се бори за титулярното си място с Березовски, преди Юрий Морозов окончателно да направи избора си в полза на Вячеслав.
През 2001 Малафеев се утвърждава като титулярен вратар и помага на Зенит да спечелят бронзовите медали на шампионата. През 2003 г. Зенит става втори в Премиер лигата и печели единственото издание на купата на лигата, а Малафеев е вратар на годината и си спечелва място в националния отбор.
Треньорът на Зенит Властимил Петържела обаче започва да налага Камил Чонтофалски под рамката на вратата. Малафеев и Чонтофалски постоянно се борят за титулярното място, като през сезон 2005 г. по-често пази словакът. В следващия сезон Вячеслав отново е титуляр, а с идването на Дик Адвокаат начело на Зенит се налага окончателно. През 2007 г. става шампион на Русия за първи път в кариерата си и е избран за вратар на годината в Русия. Следващата година печели и Купата на УЕФА с тима на питерци.
В началото на 2010 е привлечен националът на Беларус Юрий Жевнов за конкуренция на Вечесляв. Въпреки това, Малафеев остава неизменен титуляр. През 2010 г. става за втори път шампион на Русия, допускайки едва 9 гола в 21 мача през целия сезон. На 22 юни 2011 г. записва стотния си „сух“ мач в шампионата на Русия. В края на сезона е включен в „Топ 5 най-добри вратари в света за сезона според ESPN“. През сезон 2012/13 е титуляр и става вицешампион на Русия. В началото на сезон 2013/14 се контузва и под рамките на вратата застава Юрий Лодигин. След силните изяви на Лодигин, Малафеев остава резерва. Вячеслав изпълнява договора си с тима до лятото на 2016 г., но почти не играе.
На 15 май 2016 г. обявява края на кариерата си. В двубоя с Локомотив (Москва) от първенството е организирана церемония по изпращането на Малафеев от феновете.

## Национален отбор
На 19 ноември 2003 г. дебютира за националния тим на Русия в баража за Евро 2004 срещу Уелс. Малафеев е повикан като втори вратар на шампионата в Португалия. Влиза като резерва в мача с домакините, където червен картон получава титулярят Сергей Овчинников, и пази в последния двубой на „Сборная“ от групата срещу бъдещия шампион Гърция. Стражът на Зенит обаче бързо губи титулярното място в отбора, след като през октомври 2004 г. Русия допуска срамна загуба с 1:7 от Португалия в квалификациите за Световното първенство през 2006 г.
През 2008 г. участва на Европейското първенство в Австрия и Швейцария, но е резерва на Игор Акинфеев. Русия играе полуфинал на турнира, като това е най-доброто постижение на „Сборная“. През юни 2008 г., запазва мрежатата си суха в контрола срещу Литва и не допуска гол в 7 поредни мача. По-дълги серии са имали само Виктор Чанов и Акинфеев. Дълго време Вячеслав остава в сянката на вратаря на ЦСКА Москва и втория страж Владимир Габулов.
На 7 юни 2011 Малафеев играе срещу Камерун, което е негов едва 17-и мач с националния екип. След контузията на Игор Акинфеев, Вячеслав става титуляр. Играе и в трите мача на Евро 2012, но Русия отпада от групата. През август 2012 г. прекратява кариерата си в националния отбор.

## Успехи

### Клубни
- Шампион на Русия – 2007, 2010, 2011/12, 2014/15
- Купа на Русия – 1999, 2010, 2016
- Купа на лигата на Русия – 2003
- Суперкупа на Русия – 2008, 2011, 2015
- Купа на УЕФА – 2008
- Суперкупа на УЕФА – 2008

### Индивидуални
- Вратар на годината в Русия – 2003, 2007, 2012
- В списък „33 най-добри футболисти“ – № 1 – 2004, 2012; № 2 – 2003, 2006; № 3 – 2008.
- Най-добър вратар в Руска Премиер лига – 2006 (в класацията на Спорт Експрес)

## Извън футбола
Вячеслав е женен два пъти. Първият му брак е с Марина Малафеева, която загива в катастрофа на 17 март 2011. На 11 декември 2012 се жени за втори път. Съпругата му Екатерина е DJ в дуета DJ Dolls. Братът на Вячеслав, Сергей, също е бил футболист. Шурей на Малафеев е футболеният съдия Владислав Безбородов. Вратарят е участвал в Кто хочет стать миллионером (руската версия на Стани богат) и печели 50 000 рубли. През 2013 се снима в епизод от сериала Кухня.